# Profilaxis preexposición para el VIH

Situación de la profilaxis preexposición:
Aprobada.
Aprobada para su uso fuera de indicación.
Programas experimentales en curso.
Programas experimentales realizados.
Sin programas experimentales previstos.
Sin información.

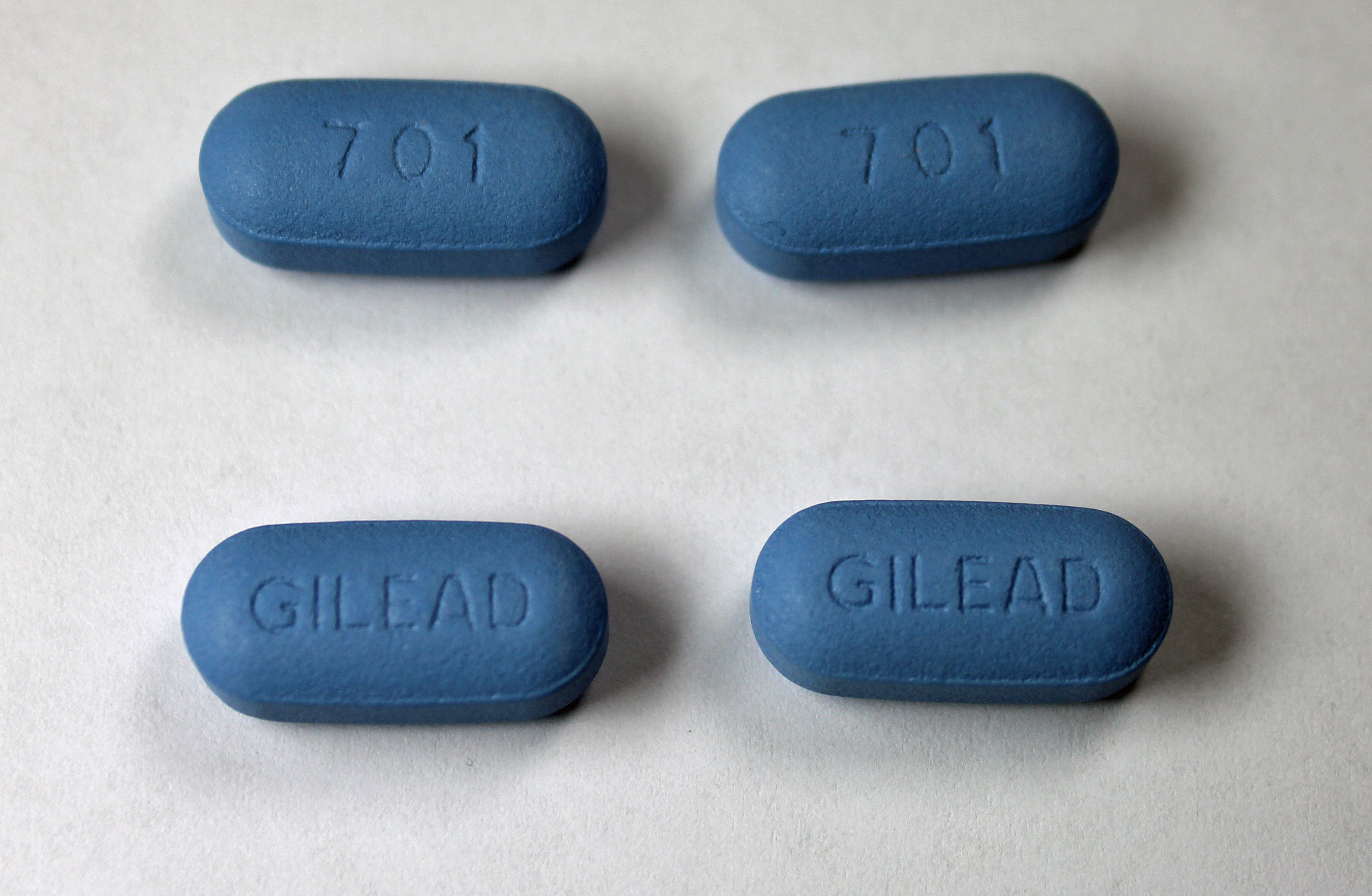
El fármaco Truvada, nombre comercial de la combinación de emtricitabina-tenofovir empleada en la profilaxis preexposición al VIH.

La profilaxis preexposición (acrónimo PPrE o en su versión inglesa PrEP) se refiere a la administración de fármacos antirretrovirales a personas seronegativas para VIH con riesgo sustancial, superior al promedio, de contraer una infección por VIH.
Es un tipo de esquema de profilaxis pre-exposición, la cual es una estrategia preventiva que consiste en administrar un medicamento o agente profiláctico a una persona sana antes de estar expuesta a un agente infeccioso, con el objetivo de prevenir la aparición de la enfermedad
Si una persona está tomando PPrE y se expone al semen, líquido pre-seminal o fluidos vaginales de una persona con VIH, el medicamento antirretroviral ayuda a prevenir que el virus infecte las células del sistema inmunológico y así evita que se establezca la infección por VIH.
En la actualidad, hay varias combinaciones aprobadas y eficaces para la prevención del VIH. Se encuentra el Truvada, una combinación de emtricitabina y tenofovir disoproxil fumarato, tenofovir alafenamida con emtricitabina. También se encuentra el Cabotegravir y Lenacapavir. Según los Centros para el Control y Prevención de Enfermedades la PPrE puede ser una poderosa herramienta de prevención del VIH al combinarse con condones y otros métodos de prevención para proporcionar una protección aún mayor que cuando se utilizan por separado. Sin embargo, las personas que usan PrEP deben comprometerse a tomar el medicamento todos los días y mantener un seguimiento médico al menos cada 3 meses.
Uno de los ingredientes activos de la preparación es el fumarato de disoproxilo de tenofovir, que es un análogo de nucleótido que inhibe de la transcriptasa inversa, bloqueando eficazmente la incorporación del material genético del VIH en el genoma del huésped, y por lo tanto, evitando la infección por VIH.
PPrE está recomendado para el uso combinado con preservativos, de manera que cada método puede compensar los déficits de eficacia ocasionales del otro.
Existe una división social entre el apoyo y la oposición al uso de la profilaxis preexposición como método de prevención de la infección por VIH. En febrero de 2016 se documentó el primer caso de una persona que, tomando adecuadamente la PPrE (enlace roto disponible en Internet Archive; véase el historial, la primera versión y la última)., se infectó de una cepa multirresistente al tratamiento, seguido por un segundo caso en octubre del mismo año. En febrero de 2017 se reportó el caso de una tercera persona infectada de VIH tomando adecuadamente el tratamiento, siendo el primer caso de adquisición de una cepa sin ninguna resistencia a los fármacos que contiene la PPrE. Por el momento, las nuevas infecciones derivadas de un uso irregular o esporádico de la PPrE no están contabilizadas. Los actores pornográficos, que han sido cuestionados en especial los que realizan escenas de sexo barebacking (coloquialmente llamado en español "a pelo"), están siendo llamados a tomar PPrE y a hacerlo público, como una manera de fomentar la prevención del virus.